# Wojciech Piwowarczyk
Wojciech Piwowarczyk (ur. 18 stycznia 1902 w Kamienicy k. Miechowa, zm. 27 lipca 1992 w Kielcach) – polski ksiądz katolicki diecezji kieleckiej, doktor teologii, ojciec duchowny Wyższego Seminarium Duchownego w Kielcach, założyciel żeńskiego Instytutu Świeckiego Chrystusa Króla, duszpasterz młodzieży, a następnie chorych i niepełnosprawnych oraz Sługa Boży Kościoła katolickiego. 

## Życiorys
Urodził się w pobożnej, wielodzietnej rodzinie rolniczej Wojciecha Piwowarczyka i Joanny z domu Suchta jako szóste ich dziecko (miał ośmioro rodzeństwa: Wincentego, Marcina, Celestynę, Katarzynę, Marię, Michała, Jakuba i Annę). Dzień po narodzeniu (19 stycznia 1902), w kościele św. Franciszka Salezego w Gołczy otrzymał sakrament chrztu. W jego domu rodzinnym panował zwyczaj, że gromadka dzieci siadała w sadzie i słuchała jak ich ojciec czytał im Pismo Święte. W wieku 9 lat zaczął uczęszczać do szkoły powszechnej w Gołczy, po czym w 1914 po zdaniu egzaminu wstępnego został przyjęty do progimnazjum rosyjskiego w Miechowie, lecz wybuch I wojny światowej uniemożliwił mu dalszą naukę. Po rocznej przerwie uczył się następnie w szkole powszechnej w Kamienicy oraz w domu rodzinnym, korzystając z pomocy kleryka Teofila Banacha, a od 1916 uczęszczał przez siedem lat do gimnazjum im. Tadeusza Kościuszki w Miechowie. W czasie wakacji w 1922 zgłosił się na obóz szkolenia wojskowego do Rytra k. Starego Sącza. Po dwóch tygodniach pobytu na obozie, z powodu trudnych warunków atmosferycznych i braku ciepłej odzieży rozchorował się na dyzenterię. Przeleżał kilka tygodni w szpitalu, a dalszą opiekę sprawowała nad nim jego matka w domu rodzinnym. 19 czerwca 1923 zdał egzamin maturalny przed Komisją Edukacyjną.
Idąc za głosem powołania, 1 września 1923 wstąpił do Wyższego Seminarium Duchownego w Kielcach, gdzie ojcem duchownym był ks. Jan Białecki, znawca problematyki społecznej, autor książki pt. „Rozmyślania dla kleryków”, będący autorytetem do umiłowania życia modlitewnego i ascetycznego dla seminarzystów. W Seminarium działał on w kołach zainteresowań, głównie w kole misyjnym oraz w Sodalicji Mariańskiej. W 1927 z rąk bp. Augustyna Łosińskiego przyjął święcenia diakonatu, a następnie 19 czerwca tegoż roku w katedrze kieleckiej święcenia prezbiteratu.
Będąc kapłanem pierwszy miesiąc pracy poświęcił na posłudze duszpasterskiej w szpitalu św. Anny w Miechowie, gdzie zastępował kapelana, a następnie został wikariuszem w parafii Narodzenia NMP w Wiślicy. Następnie w latach 1928–1932 był wikariuszem w parafii Trójcy Świętej w Jędrzejowie, gdzie opiekował się parafialnymi grupami: Katolickim Stowarzyszeniem Młodzieży Męskiej i Katolickim Stowarzyszeniem Młodzieży Żeńskiej. 
1 września 1932 podjął studia na Wydziale Teologicznym Uniwersytetu Warszawskiego, uzyskując w czerwcu 1935 tytuł magistra teologii moralnej. Mieszkał on w tym okresie, w konwikcie Księży Misjonarzy św. Wincentego à Paulo. Następnie, w czasie wakacji zastępował proboszcza parafii Wniebowzięcia NMP w Świętomarzy, ks. Kornobisa, po czym przez rok był wikariuszem parafii św. Wojciecha w Kielcach, a potem od 9 lipca 1937 wikariuszem w parafii katedralnej. Tutaj do jego obowiązków należało m.in. posługiwanie w więzieniu, jako kapelan, oraz w szkole powszechnej na Baranówku, gdzie był prefektem.
23 maja 1938 obronił na Uniwersytecie Warszawskim pracę doktorską na temat: „Charakter. Jego istota”. Po jej obronie został mianowany sekretarzem Katolickiego Stowarzyszenia Młodzieży Męskiej oraz organizatorem Chrześcijańskich Związków Robotniczych w diecezji kieleckiej. W 1938 bp Czesław Kaczmarek powierzył mu obowiązki spowiednika alumnów Wyższego Seminarium Duchownego w Kielcach, a od 26 lipca 1939 został mianowany ojcem duchownym i profesorem tegoż Seminarium. Tutaj zastał go 1 września 1939 wybuch II wojny światowej. Cztery dni później, 5 września żołnierze niemieccy wkroczyli do Kielc, bombardując miasto. W wyniku tych bombardowań wiele osób zostało rannych. Ksiądz Wojciech Piwowarczyk wraz z ks. Józefem Pawłowskim, późniejszym błogosławionym, konnym zaprzęgiem, z narażeniem życia wozili rannych do szpitala św. Aleksandra, a ciała zabitych przenosili do wspólnej mogiły na miejscowy cmentarz. Ponadto razem z bp. sufraganem Franciszkiem Sonikiem spowiadał na ulicy, opatrywał rannych żołnierzy oraz cywilów. Budynek Seminarium został przez Niemców zamieniony na szpital, co było powodem tego, że klerycy i profesorowie byli zmuszeni mieszkać w różnych miejscach Kielc, m.in. od wiosny 1941 w domu przy ul. Niecałej 5.
W 1942 towarzyszył on w tworzeniu się nieformalnej grupy dziewcząt, które pragnęły kierować się radami ewangelicznymi czystości, ubóstwa i posłuszeństwa, a równocześnie żyć w świecie jako osoby świeckie. Warto dodać, że w 1947 grupa ta została uznana przez kościół za Instytut Świecki Chrystusa Króla, który działa do dzisiaj i jest jednym z prężniejszych Świeckich Instytutów Życia Konsekrowanego w Polsce. 
Po zakończeniu działań wojennych powrócił do pracy jako ojciec duchowny Seminarium kieleckiego, pełniąc ją do 28 czerwca 1958. W tym okresie pracy w Seminarium w każdym tygodniu (przeważnie w czwartki przed kolacją) głosił konferencje ascetyczne. Starał się rozmawiać z każdym klerykiem indywidualnie przynajmniej raz w miesiącu. Troszczył się, by czytali dużo lektur duchowych. Był ich spowiednikiem i kierownikiem duchowym. Jednocześnie interesował się ich potrzebami materialnymi, wspomagał również ich rodziny. Klerycy nadali mu nawet przydomek „Ojciec”. Opiekę „ojcowską” wobec swych wychowanków pełnił praktycznie do końca swego życia, żywo interesując się ich losami. Jeden z jego podopiecznych stwierdził, że zdarzało się, że przed wyjazdem na ferie czy wakacje dyskretnie wciskał on w rękę alumna jakąś sumę pieniędzy na drogę, mówiąc:

Synku, kiedyś pomożecie komuś innemu.

W 1946 zaliczono go do grona Posynodalnych Sędziów Sądu Biskupiego, a od 1947, na terenie diecezji kieleckiej kierował Unią Apostolską Kleru. W tymże roku otrzymał on również kanonię honorową w kolegiacie wiślickiej. Po uwięzieniu ordynariusza kieleckiego bp. Czesława Kaczmarka, rektora seminarium ks. Szczepana Sobalkowskiego, pracowników seminarium i kurii kieleckiej oraz innych kapłanów, w atmosferze zastraszenia, umacniał innych w znoszeniu reżimu stalinowskiego. Był nieustannie śledzony przez funkcjonariuszy Urzędu Bezpieczeństwa. 15 marca 1954 oficer z kieleckiego UB Wiktor Muszyński proponował swoim przełożonym usunięcie go ze stanowiska ojca duchownego w seminarium. Postanowiono opracować charakterystykę księdza i posłać ją do Komitetu Centralnego PZPR w celu uzyskania akceptacji tej propozycji. W dokumencie tym zapisano: 

Ks. Piwowarczyk prowadzi wśród kleryków pracę organizacyjną o charakterze b. organizacji katolickich. Ks. Piwowarczyk wykorzystuje każdą okazję, aby podtrzymywać wśród kleryków, a nawet innych kapłanów tendencję, że Kościołowi w Polsce dzieje się krzywda, że jest prześladowany (...).

Przedstawionej w KC PZPR propozycji usunięcia ojca duchownego z seminarium jednak nie zrealizowano. 
Był entuzjastą celebracji mszy świętej. Troszczył się o jej piękno i estetykę (w tym m.in. śpiew gregoriański). Pielęgnował w seminarium praktykę wielu nabożeństw pozaliturgicznych (m.in. Drogę Krzyżową w każdy piątek, litanię do Chrystusa Kapłana w pierwszy czwartek miesiąca, godzinki o Najświętszym Sercu Pana Jezusa w pierwszy piątek czy godzinki o Niepokalanym Poczęciu NMP w każdą sobotę). Jednocześnie był człowiekiem ciągłej modlitwy. Jego ulubionym miejscem był wąski placyk przylegający do absydy kościoła Świętej Trójcy w seminaryjnym ogrodzie. Tam go często widywano z różańcem lub brewiarzem w ręku, kiedy korzystał z krótkiego spaceru z dala od zgiełku, modląc się przed figurą Matki Bożej. Od kwietnia 1957 został cenzorem książek o treści religijnej. 26 sierpnia 1958 został zwolniony z obowiązków ojca duchownego w Seminarium (spowiednikiem kleryków pozostał do lat 80.), a mianowany ojcem duchownym księży diecezji kieleckiej, którą pełnił do 1978 (była to pierwsza tego rodzaju nominacja w kościele polskim). W tym czasie głosił księżom konferencje ascetyczne podczas konferencji rejonowych, organizował i prowadził dni skupienia oraz rekolekcje, a przede wszystkim był ich spowiednikiem. Pełnił również inne przydzielone mu prace i obowiązki w diecezji kieleckiej. W latach 1958–1993 był referentem do spraw zakonnych i wizytatorem klasztorów i zgromadzeń żeńskich. W 1960 został mianowany diecezjalnym referentem dobroczynności. Troszczył się o systematyczną pracę kół charytatywnych w parafiach diecezji, organizował Tygodnie Miłosierdzia, duszpasterzował osobom niepełnosprawnym: głuchoniemym i niewidomym. W 1962 papież Jan XXIII mianował go swoim prałatem domowym. Był zwolennikiem misji w kościele. 2 czerwca 1979 został mianowany dyrektorem czterech Dzieł misyjnych i dyrektorem do spraw misyjnych. Organizował Tygodnie Misyjne i starał się jak najczęściej uwrażliwiać diecezjan na potrzeby misjonarzy. Z nominacji bp. Jana Jaroszewicza został 13 marca 1973 prałatem archidiakonem w Kieleckiej Kapitule Katedralnej, a w 1983, protonotariuszem apostolskim (infułatem). 
Z pomocą kleryków i wolontariuszy świeckich zorganizował w Szewnej koło Ostrowca Świętokrzyskiego w 1980 pierwsze tzw. wczasorekolekcje dla osób niepełnosprawnych z diecezji kieleckiej, a następnie je upowszechnił i zorganizował w latach następnych kolejne turnusy. Od 1993 wczasorekolekcje odbywają się w Domu dla Niepełnosprawnych w Piekoszowie. Przy domu tym w 2007 wybudowano Centrum Usług Rehabilitacyjnych (drugą, po Dąbkach placówkę dla chorych na stwardnienie rozsiane) na 100 miejsc, którego pomysłodawcą był ks. Wojciech Piwowarczyk. 
Umacniał ludzi w czasie nocy wprowadzenia stanu wojennego 13 grudnia 1981. Jako infułat, pod nieobecność biskupów, w dni papieskie (16. dnia każdego miesiąca), udzielał w katedrze kieleckiej sakramentu bierzmowania. Odwiedzające go osoby zawsze prowadził do kaplicy przed Najświętszy Sakrament.
Będąc już w podeszłym wieku udawał się do mieszkań chorych i niepełnosprawnych, spowiadał ich i ich rodziny oraz ich sąsiadów oraz celebrował dla nich Eucharystię. Został znanym kieleckim jałmużnikiem. Wiele osób znalazło u niego wsparcie materialne i duchowe, a jednocześnie sam żył skromnie i ubogo. Jego mieszkanie przy ul. Czerwonego Krzyża 7 w Kielcach zostało przygotowane na intensywnie prowadzoną posługę duszpasterską. Od 1973 zostało przekształcone w jego prywatną kaplicę, która była miejscem sprawowania sakramentów, modlitwy i spotkań m.in.: młodzieży, niewidomych, głuchoniemych i wielu innych wspólnot religijnych. 
4 czerwca 1991 uczestniczył w uroczystościach pielgrzymki Jana Pawła II do ojczyzny. Słabe zdrowie uniemożliwiło mu bezpośrednie uczestnictwo w tym wydarzeniu. Z balkonu swego mieszkania, na wózku inwalidzkim, obserwował on niektóre fragmenty tej wizyty. Gdy papieżowi wskazano miejsce jego pobytu, udzielił on mu swojego błogosławieństwa. Zmarł 27 lipca 1992 w wieku 90 lat po długiej chorobie. Spoczął na cmentarzu Starym w Kielcach przy ulicy ks. Piotra Ściegiennego we wspólnym grobie kanoników Kapituły Katedralnej.

## Publikacje
W 1938 kielecka drukarnia św. Józefa wydała drukiem jego pracę doktorską. Wydawnictwo „Jedność” wydało w 1999 zbiór jego rozważeń rekolekcyjnych zatytułowany „O Bogu i o człowieku”. Można dodać, że pozostawił konferencje i homilie, które są w rękopisach lub nagrane są na taśmie magnetofonowej i być może zostaną w przyszłości opublikowane. 
- Wojciech Piwowarczyk, Charakter. Jego istota, Kielce: Wydawnictwo św. Józefa, 1938. Brak numerów stron w książce
- Wojciech Piwowarczyk, O Bogu i o człowieku. Rozważania rekolekcyjne, Kielce: Wydawnictwo Jedność, 1999, ISBN 83-7224-090-6, OCLC 751097320. Brak numerów stron w książce

## Proces beatyfikacyjny
Z inicjatywy Instytutu Świeckiego Chrystusa Króla w Katowicach podjęto próbę wyniesienia go na ołtarze. W 2003 biskupi diecezji kieleckiej rozpoczęli starania o otwarcie procesu beatyfikacyjnego. 16 marca 2006 Stolica Apostolska wydała zgodę tzw. Nihil obstat na rozpoczęcie procesu jego beatyfikacji, po czym 2 grudnia 2006 w Kielcach rozpoczął się uroczystą mszą świętą sprawowaną przez bp. Kazimierza Ryczana proces jego beatyfikacji na szczeblu diecezjalnym z licznym udziałem duchowieństwa, wiernych oraz osób niepełnosprawnych. Odtąd przysługuje mu tytuł Sługi Bożego. Powołany został przez biskupa kieleckiego Trybunał diecezjalny w celu przeprowadzenia sprawnego postępowania, w następującym składzie: 
- bp Kazimierz Ryczan (do 2014), bp Jan Piotrowski (od 2014);
- ks. dr Jan Jagiełka (postulator);
- ks. Wojciech Wąsik (delegat biskupa);
- ks. Dariusz Gącik (promotor sprawiedliwości);
- ks. Karol Stach (notariusz);
- s. Lucjana Mucha (notariusz);
- s. Barbara Duda (doręczycielka pism).

Przesłuchano już wielu świadków świątobliwości jego życia, którzy go swego czasu spotkali.